# Kevin Marshall
Kevin Marshall (né le 10 mars 1989 à Boucherville, province de Québec) est un joueur professionnel canadien de hockey sur glace.

## Carrière
Il attaque sa carrière en 2005 dans la Ligue de hockey junior majeur du Québec en jouant pour les Maineiacs de Lewiston. Il est choisi en 2007 au cours du repêchage d'entrée dans la Ligue nationale de hockey par les Flyers de Philadelphie au 2e tour, en 41e position. En 2007, il gagne la Coupe du président avec les Maineiacs. Ils s'inclinent ensuite en demi-finale au tournoi de la Coupe Memorial. À l'été 2008, il est échangé aux Remparts de Québec avec un choix de 2e tour et un choix de 3e tour en retour de deux choix de première ronde, un choix de 2e tour et un autre choix de 6e tour. Au début de la saison, il est nommé capitaine de l'équipe des Remparts.

## Statistiques
| Saison    | Équipe                   | Ligue       |    | Saison régulière | Saison régulière | Saison régulière | Saison régulière | Saison régulière |   | Séries éliminatoires | Séries éliminatoires | Séries éliminatoires | Séries éliminatoires | Séries éliminatoires |
| Saison    | Équipe                   | Ligue       | PJ | B                | A                | Pts              | Pun              | PJ               | B | A                    | Pts                  | Pun                  |                      |                      |
| 2005-2006 | Maineiacs de Lewiston    | LHJMQ       | 60 | 1                | 10               | 11               | 112              | 6                | 0 | 1                    | 1                    | 14                   |                      |                      |
| 2006-2007 | Maineiacs de Lewiston    | LHJMQ       | 70 | 5                | 27               | 32               | 141              | 17               | 0 | 7                    | 7                    | 38                   |                      |                      |
| 2007-2008 | Maineiacs de Lewiston    | LHJMQ       | 66 | 11               | 24               | 35               | 143              | 6                | 1 | 1                    | 2                    | 12                   |                      |                      |
| 2008-2009 | Remparts de Québec       | LHJMQ       | 61 | 9                | 29               | 38               | 125              | -                | - | -                    | -                    | -                    |                      |                      |
| 2009-2010 | Phantoms de l'Adirondack | LAH         | 75 | 2                | 7                | 9                | 80               | -                | - | -                    | -                    | -                    |                      |                      |
| 2010-2011 | Phantoms de l'Adirondack | LAH         | 78 | 3                | 11               | 14               | 120              | -                | - | -                    | -                    | -                    |                      |                      |
| 2011-2012 | Phantoms de l'Adirondack | LAH         | 33 | 2                | 3                | 5                | 55               | -                | - | -                    | -                    | -                    |                      |                      |
| 2011-2012 | Bears de Hershey         | LAH         | 31 | 0                | 2                | 2                | 61               | 5                | 0 | 2                    | 2                    | 10                   |                      |                      |
| 2011-2012 | Flyers de Philadelphie   | LNH         | 10 | 0                | 0                | 0                | 8                | -                | - | -                    | -                    | -                    |                      |                      |
| 2012-2013 | Bears de Hershey         | LAH         | 52 | 1                | 4                | 5                | 77               | -                | - | -                    | -                    | -                    |                      |                      |
| 2012-2013 | Marlies de Toronto       | LAH         | 15 | 1                | 5                | 6                | 10               | 9                | 0 | 2                    | 2                    | 12                   |                      |                      |
| 2013-2014 | Marlies de Toronto       | LAH         | 59 | 1                | 9                | 10               | 109              | 12               | 0 | 3                    | 3                    | 12                   |                      |                      |
| 2014-2015 | Marlies de Toronto       | LAH         | 44 | 1                | 6                | 7                | 36               | -                | - | -                    | -                    | -                    |                      |                      |
| 2015-2016 | Rögle BK                 | SHL         | 50 | 1                | 4                | 5                | 72               | -                | - | -                    | -                    | -                    |                      |                      |
| 2016-2017 | Rögle BK                 | SHL         | 52 | 3                | 6                | 9                | 79               | -                | - | -                    | -                    | -                    |                      |                      |
| 2017-2018 | IK Oskarshamn            | Allsvenskan | 13 | 1                | 1                | 2                | 20               | -                | - | -                    | -                    | -                    |                      |                      |
| 2017-2018 | Rögle BK                 | SHL         | 4  | 0                | 0                | 0                | 2                | -                | - | -                    | -                    | -                    |                      |                      |
| 2017-2018 | Düsseldorfer EG          | DEL         | 32 | 3                | 5                | 8                | 34               | -                | - | -                    | -                    | -                    |                      |                      |
| 2018-2019 | Düsseldorfer EG          | DEL         | 52 | 3                | 10               | 13               | 70               | 7                | 1 | 1                    | 2                    | 32                   |                      |                      |

## Récompenses
- 2006 - sélectionné dans l'équipe d'étoiles de la LHJMQ au Défi ADT Canada-Russie.
- 2007 - sélectionné dans l'équipe Bowman/Demers au Match des Meilleurs Espoirs Home Hardware LCH/LNH 2007.
- 2007 - trophée Jean-Rougeau (champion de la saison régulière avec les Maineiacs de Lewiston).
- 2007 - Coupe du président (champion des séries éliminatoires avec les Maineiacs de Lewiston).
- 2007 - sélectionné dans l'équipe d'étoiles de la LHJMQ au Défi ADT Canada-Russie.
- 2008 - sélectionné dans la 2e équipe d'étoiles de la LHJMQ pour la saison 2007-2008.
- 2009 - élu joueur défensif du mois de mars 2009 dans la LHJMQ.